# Invasión (pel·lícula de 1969)
Invasión és una pel·lícula estrenada el 1969 dirigit per l'argentí Hugo Santiago Muchnik. Segons el teòric del cinema Ángel Faretta es tracta de l'obra cinematogràfica més important del cinema de culte avantguardista argentí, constituint un exemple d'interfase entre el cinema clàssic i la nouvelle vague d'estil francès, transformant-se amb el temps en un camí possible no explotat de la cinematografia argentina.a. La seva trama va des d'una història policial, cap al gènere fantàstic, amb un estranyament progressiu de les situacions.
La pel·lícula va ser aclamada per la crítica, però un fracàs total a nivell comercial. Pràcticament desconeguda, només va començar a ser vista amb la reedició del film en DVD en 2008.
El 2022, Invasión  va obtenir el segon lloc a l'"Enquesta de cinema argentí", sent votada com la segona millor pel·lícula argentina de tots els temps.

## Repartiment
- Olga Zubarry, Irene
- Lautaro Murúa, Herrera
- Juan Carlos Paz, Don Porfirio
- Martín Adjemián, Irala
- Daniel Fernández, Lebendiger
- Roberto Villanueva, Silva
- Lito Cruz, Cap dels joves (como Oscar Cruz)
- Jorge Cano, Julio Vildrac
- Ricardo Ormellos, Cachorro
- Leal Rey, Marcelo
- Horacio Nicolai
- Juan Carlos Galván, cap d'altra grup invasor
- Aldo Mayo, cap del grup invasor
- Hedy Crilla, Vella serventa
- Claudia Sánchez, dona del restaurant
- Aldo Barbero (sense acreditar)
- Eithel Bianco (sense acreditar)
- Cacho Espíndola (sense acreditar)
- María de los Ángeles Medrano (sense acreditar)
- Raúl del Valle (sense acreditar)
- Carlos E. Suarez (Actor que va a la moto)

## La trama
Un grup de homes comandats per un ancià intenten detenir una invasió a la ciutat de Aquilea. Els invasors són homes de gavardina que introdueixen una maquinària per a una invasió en massa, però amb el desenvolupament del film s'entén que la invasió és absoluta i impossible de definir. La derrota dels defensors és evident des del principi, referenciant a la Guerra de Troia. L'al·lusió a aquesta guerra és present des del nom de la ciutat: "Aquilea és un terme usat en les fonts clàssiques, per a referir-se a un lloc assetjat i defensat segons la concepció del coratge, i té la seva etimologia originària en Aquil·les -o Aquileu- heroi de la invasió a Troia en La Ilíada, d'Homer".

## Personatges principals
Don Porfirio.
Interpretat per Juan Carlos Paz. És el cap dels defensors. Els va cridant un a un, donant-los instruccions, però té altres plans a més dels que veiem; el personatge està inspirat en Macedonio Fernández.
Julián Herrera.
Interpretat per Lautaro Murúa. Comanda als homes que lluiten contra la invasió. Heroi pla, sense emocions visibles, gairebé el prototip del "compadrito borgeano".
Irene.
Interpretat per Olga Zubarry. La dona d'Herrera, té una doble vida, i el descobriment d'en què consisteix aquesta doble vida és la sorpresa final del film. En aquest film té un nu que va ser realitzat per una doble de cos; observant amb atenció s'observa un lleu salt en la continuïtat quan el personatge surt per esquerra i entra per dreta vist des del mirall del rober. Aquest recurs ja havia estat usat anteriorment amb la mateixa actriu: "com an El ángel desnudo, un clàssic de Carlos Hugo Christensen, dues dècades enrere, Olga Zubarry torna a protagonitzar un nu, novament en blanc i negre, però com en aquella ocasió, amb una doble de cos".

## Principals temàtiques
La ciutat
El relat parla de Buenos Aires, cridant-la Aquilea, i la pèrdua de valors produïda per la invasió.
Amor i solitud
L'amor no existeix en la lluita, les relacions es perden per mitjà d'un esperit heroic que busca la transcendència.
Control
La invasió és eterna, poderosa, i per això, no és heroica, i el seu triomf no significa res.

## Al·lusions
Aquilea
Aquilea, o Aquileia, actual Aquileia, va ser una de les principals ciutats en els últims temps de l'Imperi romà Occidental, envaïda pels bàrbars repetidament, i a la fi, destruïda. Hi ha referències a ella als textos de Borges.
L'Eternauta
El tema de Buenos Aires envaïda, defensada per un grup dispers, que se sap derrotat per endavant, i la victòria final dels invasors per número i poder ja s'havia usat en la historieta El Eternauta de Héctor Germán Oesterheld de 1957.
Guerra de Troia
L'èpica del defensor derrotat comença a la Ilíada.
Cop militar argentí
La pel·lícula fa al·lusió a la dictadura de Carlos Ongania i a la resistència en molts punts a aquest govern, però va ser reconeguda temps després en la seva previsió de situacions sobre el cop militar del Procés que va esdevenir anys després, "anticipant... les atrocitats que es produirien durant la dècada següent (per exemple, la utilització al film d'un estadi de futbol com a lloc de detenció i tortura)".

## Crítica
| «                                   | (...) La major pel·lícula de l'Argentina i un dels millors films del món en els últims anys ... Invasió, dirigida per Santiago, és sens dubte la millor pel·lícula mai realitzada per un argentí. | » |
| — Ángel Faretta revista Fierro 1989 | |   |

| «                                        | (...) Seria difícil nomenar una altra pel·lícula de cinema argentí, que tingui com a invasió, la situació de ser "La" pel·lícula de culte. Una pel·lícula d'un caràcter excepcional. | » |
| — Eduardo A. Russo, El Amante Cine, 1994 | |   |

| «                                             | (...) La preocupació política es combina amb l'ansietat existencial. La invasió és una de les formes de la mort (interpretació que suggereix un molt bell poema de Borges cantat a la guitarra). La vida continua i també la resistència, però amb uns altres i per a uns altres. | » |
| — Jean-Louis Bory, Le Nouvel Observateur 1971 | |   |

| «                 | (...) descrivia l'enterrament d'una certa Buenos Aires, d'una manera de vida que moria. | » |
| — Alain Touraine. |                                                                                         |   |

| «                                        | (...) Visió poètica en la mesura en què Hugo Santiago anima a l'espectador a anar més enllà de les aparences per a tractar d'arribar a l'essència dels éssers i les coses, més enllà de l'escorça superficial de la realitat. | » |
| — Michel Esteve, Estudios, marzo de 1971 | |   |

| «                          | “Invasión és un objecte cinematogràfic autònom, com els poemes de Quevedo eren objectes verbals autosuficients per a Borges: es beneficia amb la necessitat purament formal de tots els seus elements i la independència de tota servitud realista” | » |
| — Edgardo Cozarinsky, 1969 | |   |